# ゴーストタウンの決斗
『ゴーストタウンの決斗』（ゴーストタウンのけっとう、原題：The Law and Jake Wade）は、1958年制作のアメリカ合衆国の西部劇映画。ジョン・スタージェス監督。
『OK牧場の決斗』、『ガンヒルの決斗』と共にスタージェス監督の「決斗3部作」と呼ばれている。

## あらすじ
ニューメキシコの保安官をつとめるジェイク・ウェイドは町の人から信頼される優秀な保安官である。美しい婚約者ペギーとも順調で、彼の保安官任官以来、町は平和になっていた。
だがある夜、ジェイクは町を秘かに抜け出した。彼は遠く離れた隣町に姿を現わし、牢を破って縛り首を宣告されていた男をさらい、町の男たちを倒して引き上げていった。
実はジェイクは数年前まで強盗団の一味であり、さらった男クリント・ホリスターはその仲間だった。ジェイクはクリントに借りを返したのだ。ジェイクもかつて縛り首になるところをクリントに助けてもらったことがあったのだ。
義理を果たしたジェイクはクリントと別れ、町に帰った。ところが翌日の夜、ジェイクはクリント一味に襲われ、ペギーと共に町から連れ出された。クリントは銀行強盗を働いた頃、1人で大金を持って姿をくらましたジェイクに、その隠し場所を吐かせようとしたのである。
やがて、彼らは隠し場所に到達したが、コマンチ族の襲撃を受け、一味は次々と命を落とす。かろうじて逃れたジェイクは、クリントと一対一の対決に挑む。

## キャスト
| 役名             | 俳優                        | 日本語吹替                     |
| 役名             | 俳優                        | 東京12ch版                     |
| ---------------- | --------------------------- | ------------------------------ |
| ジェイク・ロイド | ロバート・テイラー          | 納谷悟朗                       |
| クリント         | リチャード・ウィドマーク    | 大塚周夫                       |
| ペギー           | パトリシア・オーウェンズ    | 上田みゆき                     |
| オルテロ         | ロバート・ミドルトン        | 島宇志夫                       |
| レニー           | ヘンリー・シルヴァ          | 青野武                         |
| ウィクスラー     | デフォレスト・ケリー        | 渡部猛                         |
| バーク           | エディ・ファイアストーン    | 槐柳二                         |
| アベリー         | ロイ・エンゲル              | 藤本譲                         |
| ルーク           | リチャード・H・カッテイング | 嶋俊介                         |
| 中尉             | バート・ダグラス            | 若本規夫                       |
|                  |                             |                                |
| 演出             | 演出                        | 山田悦司                       |
| 翻訳             | 翻訳                        | 宇津木道子                     |
| 効果             | 効果                        | 赤塚不二夫                     |
| 調整             | 調整                        | 栗林秀年                       |
| 制作             | 制作                        | グロービジョン                 |
| 解説             |                             |                                |
| 初回放送         | 初回放送                    | 1973年1月11日 『木曜洋画劇場』 |